# Xã Douglas, Quận Appanoose, Iowa
Xã Douglas (tiếng Anh: Douglas Township) là một xã thuộc quận Appanoose, tiểu bang Iowa, Hoa Kỳ. Năm 2010, dân số của xã này là 187 người.